# تريستان برنار

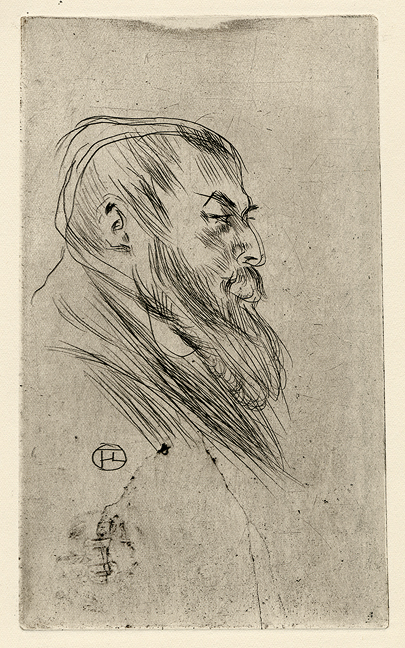
لوحة مرسومة لتريستان برنار.

تريستان برنار (بالفرنسية: Tristan Bernard)‏ (1866ـ 1947): روائي وكاتب مسرحي فرنسي. يغلب على أدبه الطابع الهزلي. من أشهر كوميدياته مسرحية «الإنكليزية كما يُنطق بها» lAnglais tel quon le parle (عام 1899)، ومن أشهر رواياته الهزلية «عَبقر البورجوازية» أو «أرض الجن البورجوازية» la Feerie bourgeoise (عام 1924).

## روابط خارجية
- تريستان برنار على موقع IMDb (الإنجليزية)
- تريستان برنار على موقع الموسوعة البريطانية (الإنجليزية)
- تريستان برنار على موقع مونزينجر (الألمانية)
- تريستان برنار على موقع ميوزك برينز (الإنجليزية)
- تريستان برنار على موقع أول موفي (الإنجليزية)
- تريستان برنار على موقع قاعدة بيانات برودواي على الإنترنت (الإنجليزية)
- تريستان برنار على موقع قاعدة بيانات الأفلام السويدية (السويدية)
- تريستان برنار على موقع قاعدة بيانات الفيلم (الإنجليزية)
- تريستان برنار على موقع كينوبويسك (الروسية)